# Adrien Missika
Pour les articles homonymes, voir Missika.
Adrien Missika, né en 1981 à Paris, est un artiste contemporain français, dont l'œuvre se rattache au courant de la photographie plasticienne et de l'art conceptuel. Il vit et travaille à Berlin.
Le travail d'Adrien Missika se trouve au point de rencontre entre la représentation de l'exotisme, l'expérience du voyage et l'iconographie publicitaire.

## Biographie
Adrien Missika naît en 1981 à Paris,.
Cofondateur de l'espace d'art 1m3 à Lausanne, Adrien Missika est diplômé de l'École cantonale d'art de Lausanne en 2007.
Diplômé de l'ECAL à Lausanne, il est également lauréat du Prix fondation d'entreprise Ricard en 2011 et du Guggenheim Foundation Prize en 2013.
Il filme le cratère de Darzava au Turkménistan.

## Expositions personnelles
- 2015 : Zeitgeber, Proyectos Monclova, Mexico City
- 2015 : Gelassenheit (Laisser-Faire), 21er Raum, 21er Haus, Vienna
- 2015 : Siesta Club, Quartz Studio, Turin
- 2014 : Amexica, Centre Culturel Suisse, Paris[6].
- 2014 : Cosmic, Latte, Kunstraum Walcheturm, Zürich
- 2013 : Alien Verein, Neumeister Bar-Am, Berlin
- 2013 : Impressions botaniques, Galerie Bugada & Cargnel, Paris
- 2013 : Tephra, Galerie Edouard Manet, Centre d'art contemporain, Gennevilliers, commissaire / curated by Lionel Balouin
- 2013 : A Walk in The Park, Kunsthaus Glarus, Glarus
- 2012 : Archipel, La Salle de Bains, Lyon, commissaire / curated by Caroline Soyez-Petithomme and Jill Gasparina
- 2012 : The Sun is Late, Galerie Crone, Berlin
- 2011 : Geological Norms (Sometimes Repeated), Marz, Lisbon
- 2011 : Tropical Prospects, SpazioA, Pistoia
- 2010 : Adrien Missika, Blancpain Art Contemporain, Geneva
- 2010 : Veduta, la Rada, Locarno, commissaire / curated by Patrick Gosatti
- 2009 : Present Future, Artissima 16, Torino, commissaire / curated by Simone Menegoi
- 2009 : Exstatic, Coalmine, Volkart Haus, Winterthur, commissaire / curated by Alexandra Blättler,
- 2009 : Space Between, Rencontres internationales de photographie, Arles, commissaire / curated by Michel Nuridsany
- 2009 : HMI, Module, Palais de Tokyo, Paris, commissaire / curated by Julien Fronsaq
- 2009 : Fabriques, Centre d'Art Contemporain, Geneva, commissaire / curated by Denis Pernet
- 2006 : Cartes Postales, Galerie Blancpain Stepczynski, Geneva

## Récompenses et distinctions
- 2015 : Résidence 21er Haus (Belvedere), Vienne
- 2013 : Lauréat Guggenheim Foundation Prize
- 2011 : Lauréat 13e Prix Fondation d'entreprise Ricard, Paris[3],[7].
- 2011 : Lauréat Kiefer Hablitzel Award
- 2011 : Bourse de résidence à National Center for Biological Sciences (NCBS) Bangalore, Artists in Labs program ZHDK, Inde
- 2011 : Bourse de résidence à Berlin du Fonds cantonal d'art contemporain de Genève
- 2010 : Résidence du Canton de Vaud, l'atelier vaudois du 700e, Cité Internationale des Arts, Paris
- 2009 : Swiss Art Award, Office fédéral de la culture, Suisse